# Вервик (Луизијана)
Вервик (енгл. Berwick) град је у америчкој савезној држави Луизијана.

## Демографија
По попису из 2010. године број становника је 4.946, што је 528 (12,0%) становника више него 2000. године.
| Група             | 2000.         | 2010.         |
| Белци             | 3.801 (86,0%) | 4.036 (81,6%) |
| Афроамериканци    | 365 (8,3%)    | 543 (11,0%)   |
| Азијати           | 32 (0,7%)     | 38 (0,8%)     |
| Хиспаноамериканци | 64 (1,4%)     | 214 (4,3%)    |
| Укупно            | 4.418         | 4.946         |